# ترينو
ترينو (بالإيطالية: Trino)‏ هي بلدية في مقاطعة فرشيلي التابعة لإقليم بييمونتي الإيطالي، تقع على بعد حوالي 50 كيلومتر (31 ميل) إلى الشمال الشرقي من مدينة تورينو وحوالي 15 كيلومتر (9 ميل) إلى الجنوب الغربي من فيرتشيلي، عند سفح مونفيراتو.
تقع ترينو على حدود البلديات التالية: بيانزيه، كامينو، كوستانزانا، فونتانيتو بو، ليفورنو فيراري، مورانو سول بو، بالازولو فيرسيلسي، رونسيكو، تريسيرو.
كانت موقعا لمحطة انريكو فيرمي للطاقة النووية. وتضم كنيسة سان ميشيل الرومانسكية في إنسولا (والتي بنيت بين القرن العاشر والحادي عشر) لوحات جدارية من القرن الثاني عشر. يقع دير لوسيديو أيضا في إقليم البلدية.

## السكان
في سنة 1861 بلغ عدد السكان 8٬329 نسمة، وتطور العدد ليصل في سنة 2011 لـ 7٬437 نسمة.
يظهر هذا المخطط البياني تطور النمو السكاني لـ ترينو

## المدن التوأم
- شوفيني، فرنسا منذ عام 1961
- Geisenheim، ألمانيا منذ عام 1974
- بانفورا، بوركينا فاسو، منذ عام 1999.